# Poiana
Genre
Les Poyanes (Poiana) sont des mammifères carnivores de la famille des viverridés. On les distingue aujourd'hui des linsangs qui ont été classés dans une famille à part, les prionodontidés.

## Liste des espèces
Ce genre comprend deux espèces :
- Poiana leightoni - Poyane d'Afrique occidentale[1]
- Poiana richardsonii (Thomson, 1842) - Poyane d'Afrique centrale[1] (anciennement Linsang africain)